# ミハイル・ミハイロヴィチ
ミハイル・ミハイロヴィチ（ロシア語: Михаил Михайлович, ラテン文字転写: Michael Mikhailovich, 1861年10月16日 - 1929年4月26日）は、ロシア大公。ニコライ1世の四男ミハイル・ニコラエヴィチ大公の次男、母は大公妃オリガ・フョードロヴナ。

## 生涯
ミハイルはペテルゴフで生まれた。1862年、父ミハイルがカフカース総督に任命されたことから、一家はグルジアのチフリス（現トビリシ）へ転居。以後20年あまり暮らした。軍人である父は不在がちで、家の中では子供に水風呂をつかわせるなどスパルタ教育を課した。子供たちに対して一線を引く厳しい母は、いつも幼いミハイルを長兄ニコライと比べて『ミハイルは頭が悪い』とみなしたため、彼は母を避けるようになった。成長して父同様に軍人となったミハイルは、露土戦争に従軍、大佐となった。1882年に父が大臣職に任命されたために一家はサンクトペテルブルクへ転居した。ミハイルは浅薄で特に目立つ才能はなかったが、長身でハンサムであった。彼は帝都の社交界の寵児となり、終わりのないパーティー、ダンス、賭け事に時間を費やした。皇帝アレクサンドル3世はミハイルのことを『馬鹿者』とみなした。

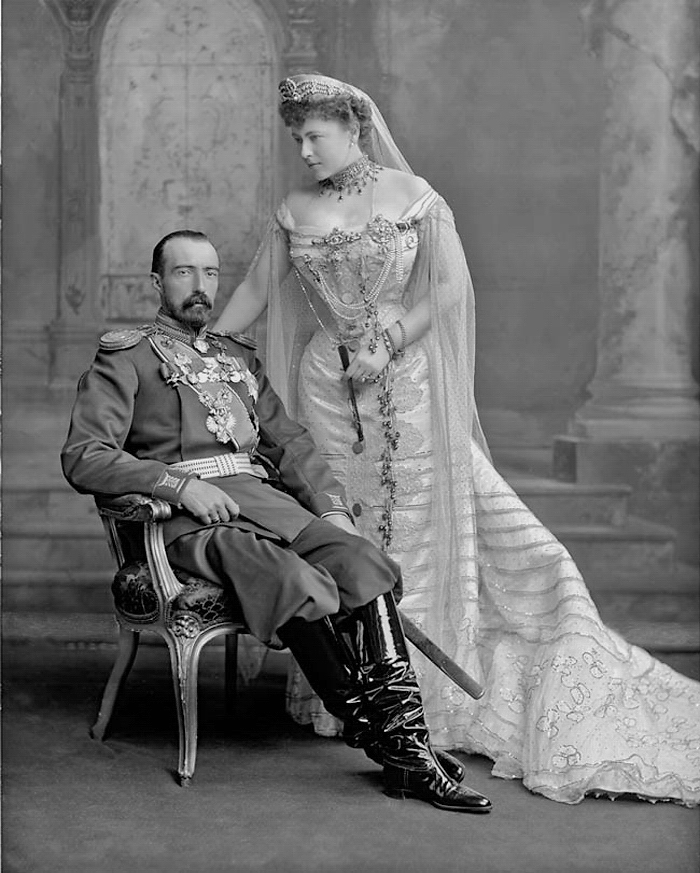
ミハイル大公とゾフィー、1903年

花嫁探しを始めたミハイルは、テック公女メアリー、ヘッセン大公女イレーネ、イギリス王女ルイーズに次々とプロポーズし、全て断られた。その後ロシア貴族の令嬢を妻に迎えようとしたが、両親や周囲の反対を受けてご破算となった。その後、両親によって国外に出されたミハイルは、1891年、ニースでメーレンベルク伯爵家の令嬢ゾフィーと出会った。彼女はルクセンブルク大公アドルフの異母弟ニコラウスが、詩人アレクサンドル・プーシキンの娘ナタリヤとの貴賤結婚でもうけた子供だった。ゾフィーを乗せた馬が突然走り出したところを、ミハイルが助け出したのだった。2人は恋に落ち、同年の2月26日にサンレモで結婚した。結婚に際し、ミハイルは皇帝や両親に結婚の許可を得ようとしなかった。彼は、この結婚が許されるべきものでないことを知っていたからだった。
2人の結婚は貴賤結婚であるだけでなく、ロシア帝国法に照らしても違法であった。ゾフィーの父親はナッサウ公家出身であったにもかかわらず、ロシア宮廷では大きな醜聞を巻き起こした。ミハイルは軍人の地位、宮廷での場所を失った。彼はロシア入国を生涯禁止された。ミハイルの母オリガは、息子が貴賤結婚したことを知ると、衝撃のあまり体調を崩し、療養のためクリミアへ向かった。しかし、療養先で心臓発作で帰らぬ人となってしまった。ロシアから追放されたミハイルは、実母の葬儀への出席も許されなかった。
ミハイル夫妻は、イギリス、フランス、そしてドイツで亡命生活を送った。ゾフィーは伯父であるルクセンブルク大公アドルフから、トービー伯爵夫人の称号を授けられた。夫妻はナッサウ公家の所領であったヴィースバーデンで最初暮らし、長女アナスタシアと次女ナデジダはここで生まれた。1899年、一家はカンヌに家を構えた。1900年、イギリス、スタッフォードシャーのキール・ホールへ移り住み、ミハイルはイギリス社交界へ出入りするようになった。そして一年の半分を南仏で暮らした。姉アナスタシア大公妃の別荘も近くであった。1903年には、父ミハイル大公がカンヌへ移ってきた。この父親が1909年に亡くなるまで、兄弟たちが代わる代わる訪問した。1909年、ミハイル一家はロンドンへ移住し、エドワード7世と親しく交流した。彼はイギリスでの爵位を得ようとジョージ5世に働きかけたが、失敗に終わった。
第一次世界大戦とそれに続くロシア革命で、ミハイルの資産はほとんどが失われた。彼らは小さな家に住み替えるなどして窮乏をしのいだ。ジョージ5世と王妃メアリー・オブ・テックから1万ポンドの援助を受けることができた。また、長女アナスタシアが資産家ハロルド・ワーナーと1917年に結婚し、この義理の息子からも援助を受けていた。次女ナデジダは1916年にバッテンベルク公ルートヴィヒの長男ジョージ（ドイツ語名ゲオルク）と結婚した。ジョージはヴィクトリア女王の曾孫として殿下の称号で呼ばれるイギリス王室の一員であったが、第一次大戦中のイギリス国民のドイツに対する国民感情の悪化を懸念したイギリス王室の改姓に従い、バッテンベルク家の姓をマウントバッテンに改めた。家族親類縁者のむごたらしい処刑（「ロマノフ家の処刑」等）の報を聞くにつれ、ミハイルは精神の均衡を失っていった。彼は短気になり、些細なことで従者や妻ゾフィーに虐待を加えた。1927年にゾフィーに先立たれてからさらに症状は重くなっていった。1929年、インフルエンザのためロンドンで死去した。

## 子女

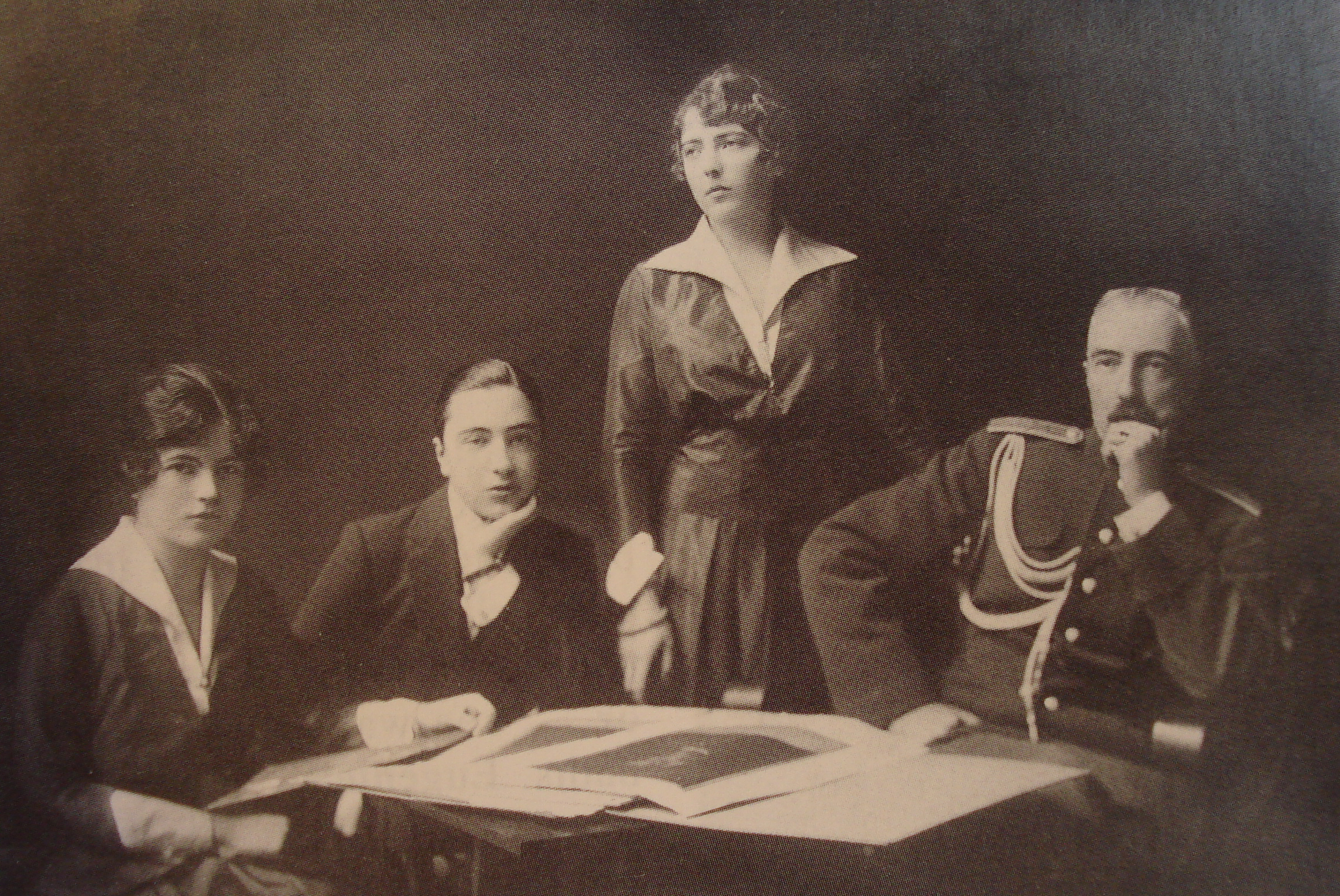
ミハイル大公と子供たち。左から次女ナデジダ、長男ミハイル、長女アナスタシア、ミハイル大公

妻であるトービー伯爵夫人ゾフィー・フォン・メーレンベルクとの間に1男2女をもうけた。
- アナスタシア（1892年 - 1977年） - 準男爵ハロルド・ワーナーと結婚、1男2女をもうけた。アバコーン公爵夫人アレクサンドラ、ウェストミンスター公爵夫人ナタリアは彼女の孫にあたる。
- ナデジダ（1896年 - 1963年） - 第2代ミルフォード＝ヘイヴン侯爵ジョージ・マウントバッテンと結婚。デイヴィッド・マウントバッテン (第3代ミルフォード＝ヘイヴン侯爵)の母。
- ミハイル（1898年 - 1959年） - トービー伯爵（1938年、イギリスに帰化）。